# Lejops
Lejops is een vliegengeslacht uit de familie van de zweefvliegen (Syrphidae).

## Soorten
- L. vittata

Heenzweefvlieg (Meigen, 1822)